# Enicospilus dolosus
Enicospilus dolosus là một loài tò vò trong họ Ichneumonidae.